# Persone di nome Sandro
| Questa pagina contiene informazioni ricavate automaticamente dalle voci biografiche con l'ausilio del template Bio e di un bot. L'aggiornamento è periodico e automatico e ricostruisce completamente la pagina. Se manca una persona in questa lista, sei pregato di non aggiungerla, ma accertati piuttosto che la sua voce biografica contenga il template Bio e che i dati anagrafici siano correttamente compilati. Se il template Bio manca, inseriscilo tu stesso o, in alternativa, metti l'avviso {{tmp\|Bio}} che ne segnala la mancanza. Se i dati riportati sono sbagliati, correggi direttamente la voce biografica; le modifiche saranno visibili in questa lista entro pochi giorni. Per chiarimenti vedi il progetto antroponimi. La lista contiene solo le 226 persone che sono citate nell'enciclopedia e per le quali è stato implementato correttamente il template Bio. Pagina aggiornata al 6 ago 2025. |

Questa è una lista di persone presenti nell'enciclopedia che hanno il nome Sandro, suddivise per attività principale.

## Allenatori di atletica leggera(1)
- Sandro Damilano, allenatore di atletica leggera italiano (Scarnafigi, n. 1950)

## Allenatori di calcio(10)
- Sandro Bloudek, allenatore di calcio e ex calciatore sloveno (Zenica, n. 1986)
- Sandro Grande, allenatore di calcio e ex calciatore canadese (Montréal, n. 1977)
- Sandro Loi, allenatore di calcio e ex calciatore italiano (Cagliari, n. 1960)
- Sandro Mendes, allenatore di calcio e ex calciatore capoverdiano (Pinhal Novo, n. 1977)
- Sandro Pochesci, allenatore di calcio e ex calciatore italiano (Roma, n. 1963)
- Sandro Puppo, allenatore di calcio e calciatore italiano (Piacenza, n. 1918 - Piacenza, † 1986)
- Sandro Salvioni, allenatore di calcio e ex calciatore italiano (Gorlago, n. 1953)
- Sandro Schwarz, allenatore di calcio e ex calciatore tedesco (Magonza, n. 1978)
- Sandro Tomić, allenatore di calcio e ex calciatore croato (Spalato, n. 1972)
- Sandro Wagner, allenatore di calcio e ex calciatore tedesco (Monaco di Baviera, n. 1987)

## Allenatori di calcio a 5(1)
- Sandro Zanetti, allenatore di calcio a 5 e ex giocatore di calcio a 5 brasiliano (Monte Carlo, n. 1976)

## Allenatori di hockey su ghiaccio(1)
- Sandro Bertaggia, allenatore di hockey su ghiaccio e ex hockeista su ghiaccio svizzero (Zugo, n. 1964)

## Allenatori di pallacanestro(2)
- Sandro Dell'Agnello, allenatore di pallacanestro e ex cestista italiano (Livorno, n. 1961)
- Sandro Orlando, allenatore di pallacanestro italiano (Cavriago, n. 1960)

## Allenatori di sci alpino(1)
- Sandro Viletta, allenatore di sci alpino e ex sciatore alpino svizzero (Obervaz, n. 1986)

## Animatori(1)
- Sandro Corsaro, animatore e produttore televisivo statunitense (n. 1977)

## Arbitri di calcio(2)
- Sandro Ricci, arbitro di calcio brasiliano (Poços de Caldas, n. 1974)
- Sandro Schärer, arbitro di calcio svizzero (Büttikon, n. 1988)

## Archeologi(1)
- Sandro Stucchi, archeologo italiano (Gorizia, n. 1922 - Roma, † 1991)

## Architetti(2)
- Sandro Angelini, architetto, illustratore e incisore italiano (Bergamo, n. 1915 - Bergamo, † 2001)
- Sandro Benedetti, architetto e storico dell'architettura italiano (Marino, n. 1933 - Albano Laziale, † 2024)

## Arcivescovi cattolici(1)
- Sandro Salvucci, arcivescovo cattolico italiano (Macerata, n. 1965)

## Artisti(2)
- Sandro Chia, artista, pittore e scultore italiano (Firenze, n. 1946)
- Sandro Visca, artista e docente italiano (L'Aquila, n. 1944)

## Artisti marziali(1)
- Sandro Buccolieri, artista marziale italiano (Tivoli, n. 1967)

## Astronomi(1)
- Sandro Bartolini, astronomo italiano (n. 1974)

## Atleti paralimpici(1)
- Sandro Filipozzi, ex atleta paralimpico italiano (n. 1965)

## Attori(15)
- Sandro Dori, attore italiano (Ostiglia, n. 1938 - Civitavecchia, † 2021)
- Sandro Ghiani, attore, sceneggiatore e regista teatrale italiano (Carbonia, n. 1953)
- Sandro Giordano, attore e fotografo italiano (Roma, n. 1972)
- Sandro Larenas, attore e doppiatore cileno (Santiago del Cile, n. 1956)
- Sandro Lohmann, attore tedesco (Copenaghen, n. 1991)
- Sandro Merli, attore, regista teatrale e direttore artistico italiano (Roma, n. 1931 - Roma, † 2001)
- Sandro Moretti, attore italiano (Roma, n. 1931)
- Sandro Palmieri, attore italiano (Diano Marina, n. 1963 - Prato, † 2008)
- Sandro Palmieri, attore italiano
- Sandro Panseri, attore italiano (Bergamo, n. 1945 - Milano, † 2023)
- Sandro Pellegrini, attore e doppiatore italiano (Pesaro, n. 1935 - Roma, † 2013)
- Sandro Pistolini, attore italiano (Roma, n. 1949 - Milano, † 2009)
- Sandro Ruffini, attore e doppiatore italiano (Roma, n. 1889 - Roma, † 1954)
- Sandro Salvini, attore e direttore del doppiaggio italiano (Pisa, n. 1890 - Roma, † 1955)
- Sandro Tuminelli, attore, doppiatore e direttore del doppiaggio italiano (Roma, n. 1923 - Crema, † 2011)

## Attori teatrali(1)
- Sandro Lombardi, attore teatrale e scrittore italiano (Poppi, n. 1951)

## Avvocati(3)
- Sandro Canestrini, avvocato, attivista e politico italiano (Rovereto, n. 1922 - Egna, † 2019)
- Sandro Mazzatorta, avvocato e politico italiano (Verbania, n. 1965)
- Sandro Trevisanato, avvocato, dirigente pubblico e politico italiano (Venezia, n. 1948)

## Bobbisti(1)
- Sandro Michel, bobbista, pesista e discobolo svizzero (n. 1996)

## Calciatori(39)
- Sandro Alfaro, ex calciatore costaricano (San Carlos, n. 1971)
- Sandro Altunashvili, calciatore georgiano (Tbilisi, n. 1997)
- Sandro Cois, ex calciatore italiano (Fossano, n. 1972)
- Sandro Crispino, ex calciatore italiano (Parenti, n. 1952)
- Sandro Crivelli, ex calciatore e allenatore di calcio italiano (Gallarate, n. 1948)
- Sandro Cruz, calciatore angolano (Braga, n. 2001)
- Sandro Cutiño, calciatore cubano (Manatí, n. 1995)
- Sandro Danelutti, ex calciatore italiano (Udine, n. 1965)
- Sandro Djurić, calciatore austriaco (Schwarzach im Pongau, n. 1994)
- Sandro Ferreira Andre Nascimento, ex calciatore brasiliano (Aurora, n. 1987)
- Sandro Foda, calciatore tedesco (Magonza, n. 1989)
- Sandro Gotal, calciatore austriaco (Bregenz, n. 1991)
- Sandro Iashvili, ex calciatore georgiano (n. 1985)
- Sandro Ingolitsch, calciatore austriaco (Schwarzach im Pongau, n. 1997)
- Sandro Joan, calciatore italiano (Roma, n. 1939 - Lucca, † 2015)
- Sandro Klić, ex calciatore croato (Fiume, n. 1981)
- Sandro Kulenović, calciatore croato (Zagabria, n. 1999)
- Sandro Lauper, calciatore svizzero (Oberdiessbach, n. 1996)
- Sandro Lima, calciatore brasiliano (Belém, n. 1990)
- Sandro Luiz da Silva, ex calciatore brasiliano (Paranaguá, n. 1983)
- Sandro Maierhofer, ex calciatore liechtensteinese (n. 1985)
- Sandro Medolago, calciatore italiano (Bergamo, n. 1929 - Bergamo, † 2020)
- Leonardo Morales, calciatore argentino (Villa Urquiza, n. 1991)
- Sandro Notaroberto, calciatore venezuelano (Caracas, n. 1998)
- Sandro Ramírez, calciatore spagnolo (Las Palmas de Gran Canaria, n. 1995)
- Sandro Salvadore, calciatore e allenatore di calcio italiano (Milano, n. 1939 - Asti, † 2007)
- Sandro Raniere Guimarães Cordeiro, ex calciatore brasiliano (Riachinho, n. 1989)
- Sandro Laurindo da Silva, ex calciatore brasiliano (Rio de Janeiro, n. 1984)
- Sandro Sirigu, ex calciatore tedesco (Ulma, n. 1988)
- Sandro Theler, calciatore svizzero (n. 2000)
- Sandro Tiberi, calciatore, allenatore di calcio e dirigente sportivo italiano (Roma, n. 1938 - Ascoli Piceno, † 2025)
- Sandro Tiburzi, calciatore italiano (n. 1901)
- Sandro Tonali, calciatore italiano (Lodi, n. 2000)
- Sandro Vanello, ex calciatore italiano (Tarcento, n. 1948)
- Sandro Ventura, ex calciatore brasiliano (Florianópolis, n. 1971)
- Sandro Vignini, calciatore italiano (Vicchio, n. 1964 - Barberino di Mugello, † 2005)
- Sandro Wieser, calciatore liechtensteinese (Vaduz, n. 1993)
- Sandro Wolfinger, calciatore liechtensteinese (Vaduz, n. 1991)
- Sandro de Gouveia, ex calciatore namibiano (n. 1978)

## Cantautori(1)
- Sandro Giacobbe, cantautore italiano (Genova, n. 1949)

## Cardiochirurghi(1)
- Sandro Bartoccioni, cardiochirurgo italiano (Città di Castello, n. 1947 - Città di Castello, † 2006)

## Cestisti(4)
- Sandro Brusamarello, ex cestista italiano (Thiene, n. 1967)
- Sandro Nicević, ex cestista croato (Pola, n. 1976)
- Sandro Trevisan, ex cestista italiano (Alessandria, n. 1973)
- Sandro França Varejão, ex cestista brasiliano (San Paolo, n. 1972)

## Chirurghi(1)
- Sandro Pontremoli, chirurgo e medico italiano (Ferrara, n. 1926 - Genova, † 2021)

## Chitarristi(1)
- Sandro Oliva, chitarrista e compositore italiano (Roma, n. 1954)

## Ciclisti su strada(2)
- Sandro Giacomelli, ex ciclista su strada italiano (Empoli, n. 1970)
- Sandro Quintarelli, ex ciclista su strada italiano (Negrar, n. 1945)

## Compositori(3)
- Sandro Brugnolini, compositore, giornalista e critico musicale italiano (Roma, n. 1931 - Roma, † 2020)
- Sandro Di Stefano, compositore, arrangiatore e direttore d'orchestra italiano (Ceccano, n. 1969)
- Sandro Filippi, compositore e direttore di coro italiano (Trento, n. 1958)

## Conduttori televisivi(1)
- Sandro Fedele, conduttore televisivo, autore televisivo e direttore del doppiaggio italiano (Napoli, n. 1958)

## Critici musicali(1)
- Sandro Cappelletto, critico musicale italiano (Venezia, n. 1952)

## Cuochi(1)
- Sandro Masci, cuoco, saggista e giornalista italiano (Roma, n. 1959)

## Dirigenti sportivi(5)
- Sandro Burki, dirigente sportivo, allenatore di calcio e ex calciatore svizzero (Oftringen, n. 1985)
- Sandro Mencucci, dirigente sportivo italiano (Firenze, n. 1961)
- Sandro Porchia, dirigente sportivo e ex calciatore italiano (Olpe, n. 1977)
- Sandro Tovalieri, dirigente sportivo, allenatore di calcio e ex calciatore italiano (Pomezia, n. 1965)
- Sandro Zambelli, dirigente sportivo italiano (n. 1886 - Torino, † 1972)

## Doppiatori(1)
- Sandro Sardone, doppiatore italiano (Roma, n. 1940 - Roma, † 2009)

## Drammaturghi(3)
- Sandro Bajini, drammaturgo, traduttore e scrittore italiano (Sannazzaro de' Burgondi, n. 1928 - Milano, † 2022)
- Sandro Giovannini, commediografo italiano (Roma, n. 1915 - Roma, † 1977)
- Sandro Sequi, drammaturgo, regista e scrittore italiano (Roma, n. 1933 - Konya, † 1998)

## Editori(1)
- Sandro Parenzo, editore, produttore televisivo e sceneggiatore italiano (Camposampiero, n. 1944)

## Filosofi(1)
- Sandro Nannini, filosofo italiano (Siena, n. 1946)

## Fumettisti(3)
- Sandro Dossi, fumettista e grafico italiano (Monza, n. 1944)
- Sandro Scascitelli, fumettista e illustratore italiano (Anagni, n. 1947)
- Sandro Zemolin, fumettista italiano (n. 1959)

## Funzionari(1)
- Sandro Calvani, funzionario italiano (Genova, n. 1952)

## Generali(1)
- Sandro Ferracuti, generale e dirigente d'azienda italiano (Fermo, n. 1940)

## Giocatori di calcio a 5(1)
- Sandrinho, ex giocatore di calcio a 5 brasiliano (San Paolo, n. 1973)

## Giocatori di curling(1)
- Sandro Facchin, giocatore di curling italiano (Cortina d'Ampezzo, n. 1965)

## Giocatori di football americano(2)
- Sandro Platzgummer, giocatore di football americano austriaco (Innsbruck, n. 1997)
- Sandro Vitiello, ex giocatore di football americano italiano (Broccostella, n. 1958)

## Giornalisti(14)
- Sandro Boeri, giornalista italiano (Milano, n. 1950)
- Sandro Camasio, giornalista, scrittore e regista italiano (Isola della Scala, n. 1886 - Torino, † 1913)
- Sandro Mayer, giornalista, scrittore e personaggio televisivo italiano (Piacenza, n. 1940 - Milano, † 2018)
- Sandro Medici, giornalista, scrittore e politico italiano (Roma, n. 1951)
- Sandro Paternostro, giornalista e conduttore televisivo italiano (Palermo, n. 1922 - Londra, † 2000)
- Sandro Petrone, giornalista, conduttore televisivo e cantautore italiano (Napoli, n. 1954 - Roma, † 2020)
- Sandro Petrucci, giornalista italiano (Roma, n. 1931 - Roma, † 2001)
- Sandro Piccinini, giornalista, conduttore televisivo e telecronista sportivo italiano (Roma, n. 1958)
- Sandro Provvisionato, giornalista e scrittore italiano (Milano, n. 1951 - Roma, † 2017)
- Sandro Sabatini, giornalista, conduttore televisivo e blogger italiano (Roma, n. 1962)
- Sandro Sandri, giornalista e scrittore italiano (Codroipo, n. 1895 - Fiume Azzurro, † 1937)
- Sandro Sangiorgi, giornalista e scrittore italiano (Friburgo, n. 1962)
- Sandro Vannucci, giornalista e conduttore televisivo italiano (Pisa, n. 1950)
- Sandro Zambetti, giornalista e critico cinematografico italiano (Ranzanico, n. 1927 - Seriate, † 2014)

## Giuristi(2)
- Sandro Schipani, giurista italiano (Milano, n. 1940)
- Sandro Serangeli, giurista e avvocato italiano (n. 1939 - Camporotondo di Fiastrone, † 2009)

## Hockeisti su ghiaccio(1)
- Sandro Zurkirchen, hockeista su ghiaccio svizzero (Svitto, n. 1990)

## Imprenditori(1)
- Sandro Bottega, imprenditore, scrittore e dirigente d'azienda italiana (Conegliano, n. 1963)

## Judoka(1)
- Sandro Rosati, ex judoka italiano (Roma, n. 1958)

## Linguisti(1)
- Sandro Bianconi, linguista svizzero (Locarno, n. 1933)

## Lottatori(1)
- Sandro Aminashvili, lottatore georgiano (Tbilisi, n. 1992)

## Matematici(1)
- Sandro Salsa, matematico italiano (Novara, n. 1950)

## Militari(2)
- Sandro Saccucci, ex militare e politico italiano (Roma, n. 1943)
- Sandro Sciotti, militare italiano (Cesena, n. 1962 - Santa Maria delle Mole, † 2002)

## Musicisti(1)
- Sandro Perri, musicista e produttore discografico canadese (Toronto)

## Naturalisti(1)
- Sandro Ruffo, naturalista italiano (Soave, n. 1915 - Verona, † 2010)

## Oceanografi(1)
- Sandro Carniel, oceanografo, climatologo e divulgatore scientifico italiano (Vittorio Veneto, n. 1970)

## Organisti(1)
- Sandro Dalla Libera, organista, compositore e musicologo italiano (Zovencedo, n. 1912 - Venezia, † 1974)

## Pallanuotisti(1)
- Sandro Sukno, ex pallanuotista e allenatore di pallanuoto croato (Ragusa, n. 1990)

## Pallavolisti(1)
- Sandro Fabbiani, pallavolista italiano (Correggio, n. 1978)

## Pattinatori(1)
- Sandro Bovo, pattinatore italiano (Padova, n. 1972)

## Pattinatori artistici a rotelle(1)
- Sandro Guerra, ex pattinatore artistico a rotelle italiano (Venezia, n. 1969)

## Pianisti(3)
- Sandro Ivo Bartoli, pianista italiano (Pisa, n. 1970)
- Sandro De Palma, pianista italiano (Cicciano, n. 1957)
- Sandro Fuga, pianista e compositore italiano (Mogliano Veneto, n. 1906 - Torino, † 1994)

## Piloti di rally(1)
- Sandro Munari, ex pilota di rally italiano (Cavarzere, n. 1940)

## Pittori(6)
- Sandro Bastioli, pittore italiano (Spoleto, n. 1949)
- Sandro Luporini, pittore, paroliere e scrittore italiano (Viareggio, n. 1930)
- Sandro Martini, pittore italiano (Livorno, n. 1941 - Milano, † 2022)
- Sandro Negri, pittore italiano (Cerese, n. 1940 - Mantova, † 2012)
- Sandro Somarè, pittore e gallerista italiano (Milano, n. 1929 - Lucca, † 2012)
- Sandro Symeoni, pittore e grafico italiano (Migliarino, n. 1928 - Roma, † 2008)

## Poeti(3)
- Sandro Boccardi, poeta, musicologo e curatore editoriale italiano (Villanova del Sillaro, n. 1932 - Milano, † 2023)
- Sandro Paparatti, poeta e traduttore italiano (Rosarno, n. 1915 - Roma, † 1998)
- Sandro Penna, poeta italiano (Perugia, n. 1906 - Roma, † 1977)

## Politici(12)
- Sandro Balletto, politico italiano (Cagliari, n. 1944)
- Sandro Bertagna, politico italiano (La Spezia, n. 1941)
- Sandro Brandolini, politico italiano (Gambettola, n. 1950)
- Sandro Bruni, politico italiano (Zerbolò, n. 1943)
- Sandro Nicola D'Alessandro, politico e medico italiano (Benevento, n. 1956)
- Sandro Delmastro delle Vedove, politico italiano (Lozzolo, n. 1947)
- Sandro Gozi, politico italiano (Sogliano al Rubicone, n. 1968)
- Sandro Lunghi, politico e medico italiano (Frosinone, n. 1924 - Frosinone, † 2014)
- Sandro Oliveri, politico italiano (Agrigento, n. 1959)
- Sandro Parcaroli, politico italiano (Camerino, n. 1956)
- Sandro Principe, politico italiano (Rende, n. 1949)
- Sandro Sisler, politico italiano (Bollate, n. 1968)

## Procuratori sportivi(1)
- Sandro Calabro, procuratore sportivo e ex calciatore olandese (L'Aia, n. 1983)

## Psicologi(1)
- Sandro Spinsanti, psicologo italiano (Ancona, n. 1942)

## Pugili(2)
- Sandro Casamonica, ex pugile italiano (Roma, n. 1969)
- Sandro Lopopolo, pugile italiano (Milano, n. 1939 - Milano, † 2014)

## Rapper(1)
- DJ Gruff, rapper, disc jockey e beatmaker italiano (Roma, n. 1968)

## Registi(6)
- Sandro Baldoni, regista, sceneggiatore e pubblicitario italiano (Assisi, n. 1954)
- Sandro Bolchi, regista italiano (Voghera, n. 1924 - Roma, † 2005)
- Sandro Cecca, regista e sceneggiatore italiano (Roma, n. 1948)
- Sandro Dionisio, regista cinematografico e sceneggiatore italiano (Napoli, n. 1959)
- Sandro Franchina, regista e attore italiano (Roma, n. 1939 - Parigi, † 1998)
- Sandro Lodolo, regista, sceneggiatore e autore televisivo italiano (Udine, n. 1929 - Roma, † 2009)

## Registi teatrali(1)
- Sandro Massimini, regista teatrale, attore e coreografo italiano (Milano, n. 1942 - Milano, † 1996)

## Restauratori(1)
- Sandro Allegretti, restauratore e pittore italiano (Bergamo, n. 1938 - † 2014)

## Rugbisti a 15(1)
- Sandro Vigliano, rugbista a 15 italiano (Torino, n. 1909)

## Saltatori con gli sci(1)
- Sandro Sambugaro, ex saltatore con gli sci italiano (Asiago, n. 1965)

## Sassofonisti(1)
- Sandro Satta, sassofonista italiano (Rovereto, n. 1955)

## Sceneggiatori(1)
- Sandro Petraglia, sceneggiatore, regista e critico cinematografico italiano (Roma, n. 1947)

## Schermidori(3)
- Sandro Bazadze, schermidore georgiano (Tbilisi, n. 1993)
- Sandro Cuomo, ex schermidore italiano (Napoli, n. 1962)
- Sandro Resegotti, ex schermidore italiano (Milano, n. 1966)

## Sciatori alpini(5)
- Sandro Boner, ex sciatore alpino svizzero (n. 1988)
- Sandro Jenal, ex sciatore alpino svizzero (n. 1992)
- Sandro Manser, sciatore alpino svizzero (n. 2005)
- Sandro Simonet, sciatore alpino svizzero (n. 1995)
- Sandro Zurbrügg, sciatore alpino svizzero (n. 2002)

## Scrittori(7)
- Sandro Bonvissuto, scrittore italiano (Roma, n. 1970)
- Sandro Campani, scrittore italiano (n. 1974)
- Sandrone Dazieri, scrittore, sceneggiatore e curatore editoriale italiano (Cremona, n. 1964)
- Sandro De Feo, scrittore, giornalista e sceneggiatore italiano (Modugno, n. 1905 - Roma, † 1968)
- Sandro Lopez Nunes, scrittore, drammaturgo e saggista italiano (Milano, n. 1937 - Milano, † 2023)
- Sandro Onofri, scrittore italiano (Roma, n. 1955 - Roma, † 1999)
- Sandro Veronesi, scrittore italiano (Firenze, n. 1959)

## Scrittori di fantascienza(2)
- Sandro Battisti, scrittore di fantascienza italiano (Roma, n. 1965)
- Sandro Sandrelli, scrittore di fantascienza, traduttore e giornalista italiano (Venezia, n. 1926 - Venezia, † 2000)

## Scultori(1)
- Sandro Cherchi, scultore italiano (Genova, n. 1911 - Torino, † 1998)

## Sindacalisti(1)
- Sandro Schmid, sindacalista e politico italiano (Trento, n. 1942)

## Storici dell'arte(1)
- Sandro Sproccati, storico dell'arte e poeta italiano (Ferrara, n. 1954)

## Telecronisti sportivi(1)
- Sandro Fioravanti, telecronista sportivo italiano (Roma, n. 1962)

## Tennisti(1)
- Sandro Ehrat, tennista svizzero (Sciaffusa, n. 1991)

## Trombettisti(1)
- Sandro Verzari, trombettista italiano (Ronciglione, n. 1949 - Roma, † 2007)

## Velocisti(1)
- Sandro Floris, ex velocista italiano (Cagliari, n. 1965)

## Vescovi cattolici(1)
- Sandro Overend Rigillo, vescovo cattolico maltese (Sliema, n. 1959)

## Senza attività specificata(4)
- Sandro Biasotti, ex politico italiano (Genova, n. 1948)
- Sandro Bondi, ex politico italiano (Fivizzano, n. 1959)
- Sandro Gentili, italianista italiano (n. 1954)
- Sandro Ivessich Host, tecnico del suono italiano (Milano, n. 1982)